# Conquête musulmane de la Sardaigne
La conquête musulmane de la Sardaigne est l'invasion et l'occupation de la Sardaigne byzantine une première fois de 710 à 778, puis de 1015 à 1016.

## Contexte

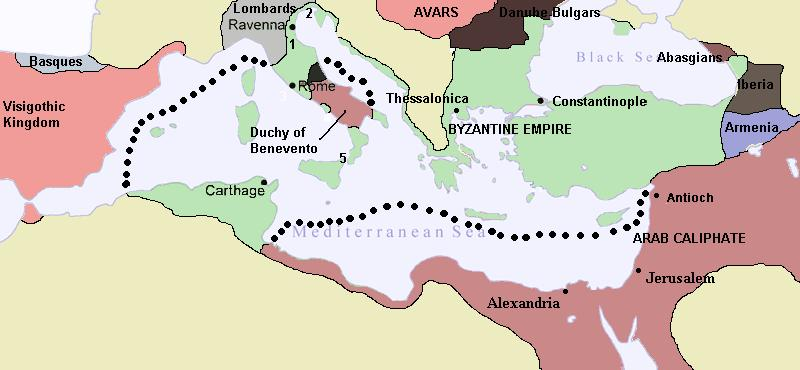
L'Empire byzantin (650).
Expansion des Califats rachida et Omeyyade.

Le prophète Mahomet et ses sahabas (compagnons) émigrèrent (Hégire) de la ville de La Mecque en 622 puis commencèrent l'expansion de l'islam en conquérant l'Arabie (623-632). Le Califat des Rachidoune poursuit son expansion en conquérant le Machrek (634-638), l'Égypte (639-643), le Maghreb dès 647 et la Sicile dès 652 qui est victime d'attaques et de pillages tout au long de la première moitié du VIIIe siècle.
Après la prise de la ville de Carthage en 698 par les musulmans, les Sarrasins effectuent leurs premiers raids contre la Corse dès 704 qui dureront plus de cinq siècles.

L'empire byzantin au fil des siècles.
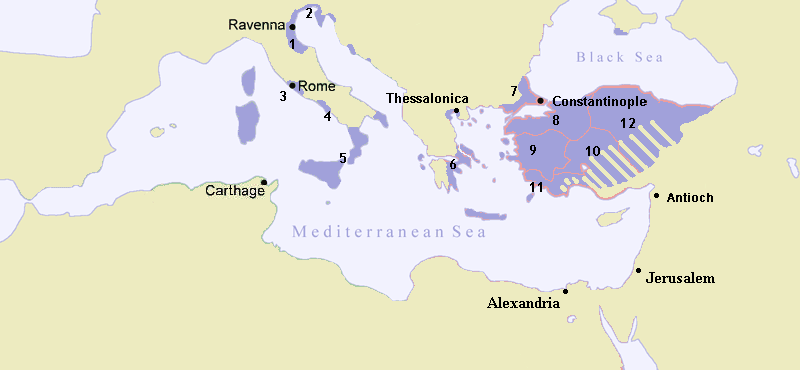
L'Empire byzantin (717).

### Première conquête musulmane de la Sardaigne (710-778)

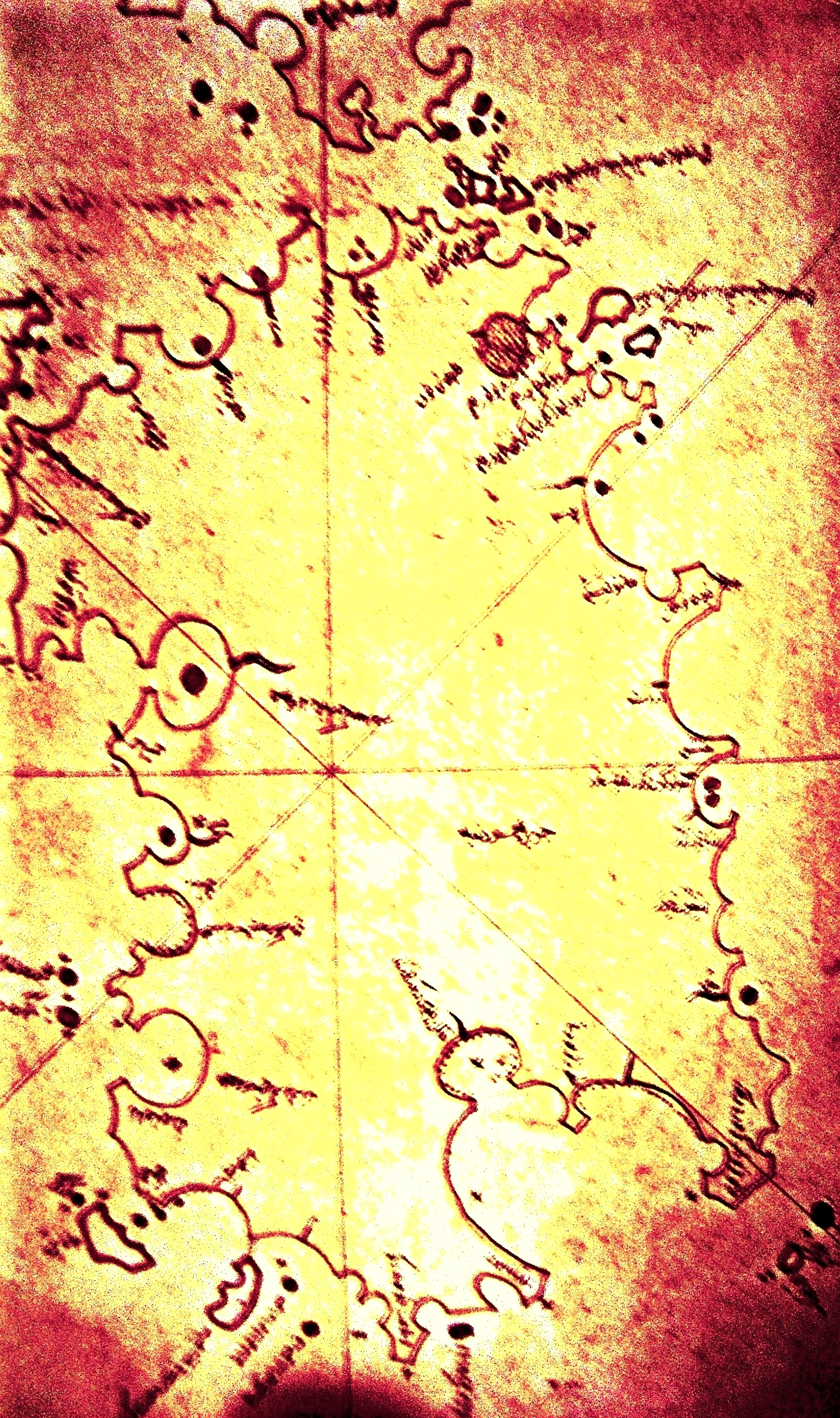
Carte médiévale arabe de la Sardaigne.

C’est durant la période iconoclaste de l'histoire byzantine, c’est-à-dire au cours du VIIIe siècle, que l’Empire byzantin entre en crise et que les Sarrasins du califat omeyyade prennent petit à petit le contrôle de la mer Méditerranée. Ainsi la Sardaigne, alors partie intégrante de l'Empire byzantin ne bénéficie plus de la protection de Byzance et est donc forcée d’organiser sa défense contre les envahisseurs arabes, qui a commencé le 27 octobre 710.
Bien que moins importantes que celles contre la Sicile, les attaques contre la Sardaigne interrompent les relations entre l'île et l'empire byzantin. Les Omeyyades restent pendant 68 ans en position de domination mais une révolte populaire les chasse rapidement en 778
En 805, les Byzantins signent une trêve de dix ans avec Ibrahim I ibn Al-Aghlab, émir d'Ifriqiya de la dynastie royale des Aghlabides, alors vassaux des Abbassides. Mais cela n'empêche pas d'autres musulmans provenant d'autres régions hors d'Afrique et d'Espagne d'attaquer la Sardaigne et la Corse de 806 jusqu'à leur échec final en 821.
Au IXe siècle, les Arabes achèvent la conquête de la Méditerranée, du Nord de l'Afrique, de l'Espagne et de la Sicile et les côtes sardes sont soumises à leurs attaques incessantes et à leurs razzias.

### Seconde conquête musulmane de la Sardaigne (1014-1017)
Le désintérêt de la lointaine Byzance à l'égard de la Sardaigne et la vacance du pouvoir qui en résulte poussent l'île à s'administrer elle-même : ainsi, elle s'organise administrativement et militairement en quatre Giudicati (ou judicats) : ceux d'Arborée, de Calaris (Cagliari), de la Gallura et de Logudoro (Torres), royaumes souverains et indépendants les uns des autres.
En 1014-1015, établi aux îles Baléares, l'émir Mujahid al-Amiri dit Musetto (ou Mugetto), prépare la conquête de la Sardaigne.
Profitant qu'une grande partie de la flotte navale de Pise est en mission de représailles contre des Sarrasins en Calabre, Mujahid al-Amiri débarque à Torres avec une flotte de 125 navires transportant 1 000 chevaux pour tenter de conquérir l'île. En une nuit, il fait du judicat de Logudoro un nouveau royaume musulman à partir duquel il compte conquérir d'abord toute l'île de Sardaigne puis Pise en Italie continentale.
Après avoir regroupé ses troupes, Mujahid al-Amiri se tourne rapidement vers Pise, qui était depuis le début son objectif.
Il parvient à prendre la ville dont la population est massacrée : seules les femmes valides sont épargnées, mais pour être vendues sur les marchés aux esclaves. Cette vente aurait financé de façon très importante la flotte sarrasine. Des quartiers entiers de la ville toscane sont lncendiés. Lorsque les bateaux pisans reviennent de leur incursion en Calabre, Mujahid al-Amiri est déjà rentré à Olbia avec ses prisonnières.
On ignore si du judicat de Logudoro, ses troupes se sont entre-temps déplacées à Olbia. De toute façon, peu après, les musulmans contrôlaient tout le territoire compris entre les deux ports sardes septentrionaux. Il est probable que l'archipel de la Maddalena était déjà entre leurs mains, ainsi que la Corse méridionale.
Les Pisans poursuivent immédiatement Mujahid al-Amiri. C'est l'amiral Vittore Ricucchi (ou Ricucci) qui commande les opérations et qui débarque à Sainte Lucia de Siniscola (ou plus probablement, dans le Portus Luguidonis de l'actuel San Giovanni de Posada). Il s'allie aux Sardes, qui organisent déjà leur résistance.
Sardes et Pisans, par la mer ainsi que par la terre, progressent conjointement vers Olbia. Mais Mujahid al-Amiri se replie à l'ouest, vers la Limbara, en direction de Tempio Pausania, et rejoint Torres. Bien protégé dans son nouveau quartier général fortifié (où il avait rassemblé le gros de ses navires), il inquiète les Pisans, qui ont à nouveau laissé leur ville sans défense. Les Pisans sont contraints de se retirer pour protéger leur ville.
Ainsi moins menacés, les envahisseurs mettent en place un réseau de patrouilles maritimes pour instaurer un blocus entre la Sardaigne et la Corse.
Peu après, leur activité se déplace vers la mer Tyrrhénienne, où ils se livrent à des actes de piraterie
à l'encontre des bateaux génois et des pisans.
Le pape Benoît VIII propose l'alliance de Gênes et de Pise pour former une puissante flotte chrétienne et chasser les musulmans de Sardaigne.
Les Génois et les Pisans n'avaient pas pour seule motivation de restaurer leur économie : ils avaient également un grand désir de vengeance.
Apprenant l’arrivée de la flotte chrétienne, Mujahid al-Amiri abandonne l'île en 1017.

## Référencement

### Ouvrages généraux
- Charles Diehl, L'Afrique byzantine : histoire de la domination byzantine en Afrique (533–709), Paris, Ernest Leroux, 1896, 644 p.
- (it) Angela Daiana Langone, Giuliano Mion, Gli arabi e la Sardegna : Un'introduzione, Cagliari, UNICApress, 2025, 228 p. (ISBN 978-88-3312-173-4, lire en ligne)..